# Armadillo euthele
Armadillo euthele är en kräftdjursart som beskrevs av Barnard 1958. Armadillo euthele ingår i släktet Armadillo och familjen Armadillidae. Inga underarter finns listade i Catalogue of Life.